# New Preston
New Preston is een plaats (census-designated place) in de Amerikaanse staat Connecticut, en valt bestuurlijk gezien onder Litchfield County.

## Demografie
Bij de volkstelling in 2000 werd het aantal inwoners vastgesteld op 1110.

## Geografie
Volgens het United States Census Bureau beslaat de plaats een oppervlakte van
20,3 km², waarvan 19,1 km² land en 1,2 km² water. New Preston ligt op ongeveer 158 m boven zeeniveau.

## Plaatsen in de nabije omgeving
De onderstaande figuur toont nabijgelegen 'incorporated' en 'census-designated' plaatsen in een straal van 24 km rond New Preston.

## Sport
Elk jaar wordt de Ultrarun Lake Waramaug georganiseerd. Het wedstrijdaanbod van dit evenement bevat 100 km, 50 mijl en 50 km.